# 稲浦鹿蔵
稲浦 鹿蔵（稲浦 鹿藏、いなうら しかぞう、1894年（明治27年）10月19日 - 1978年（昭和53年）3月30日）は、昭和時代の土木工学者、内務官僚、建設事務次官、参議院議員。

## 経歴・人物
三重県に生まれる。1924年（大正13年）京都帝国大学工学部土木工学科を卒業し、内務省神戸土木出張所に入り、神戸高等工業学校講師を兼任する。1935年（昭和10年）大阪府土木部河港課長に転じ、前年の室戸台風の災害復旧として河川の防潮工事などを進めた。1942年（昭和17年）青島埠頭常務取締役に就任し、青島港の整備に当たり、終戦を迎えると兵庫県土木部長、建設技監を経て、1952年（昭和27年）建設事務次官に就任した。
1955年（昭和30年）に退官。翌年7月、第4回参議院議員通常選挙で全国区から自由民主党推薦で立候補して当選し、第6回通常選挙でも当選して参議院議員に連続2期在任し、参議院建設委員長を務めた。ほか、河川協会・海岸協会・港湾協会各副会長、土木学会会長などを歴任した。
1966年（昭和41年）11月の秋の叙勲で勲二等に叙され、瑞宝章を受章する。
1978年（昭和53年）3月30日、死去した。83歳没。同年4月7日、特旨を以て位三級を追陞され、死没日をもって従五位から正四位に叙され、旭日重光章を追贈された。